# Caatinga fluminense

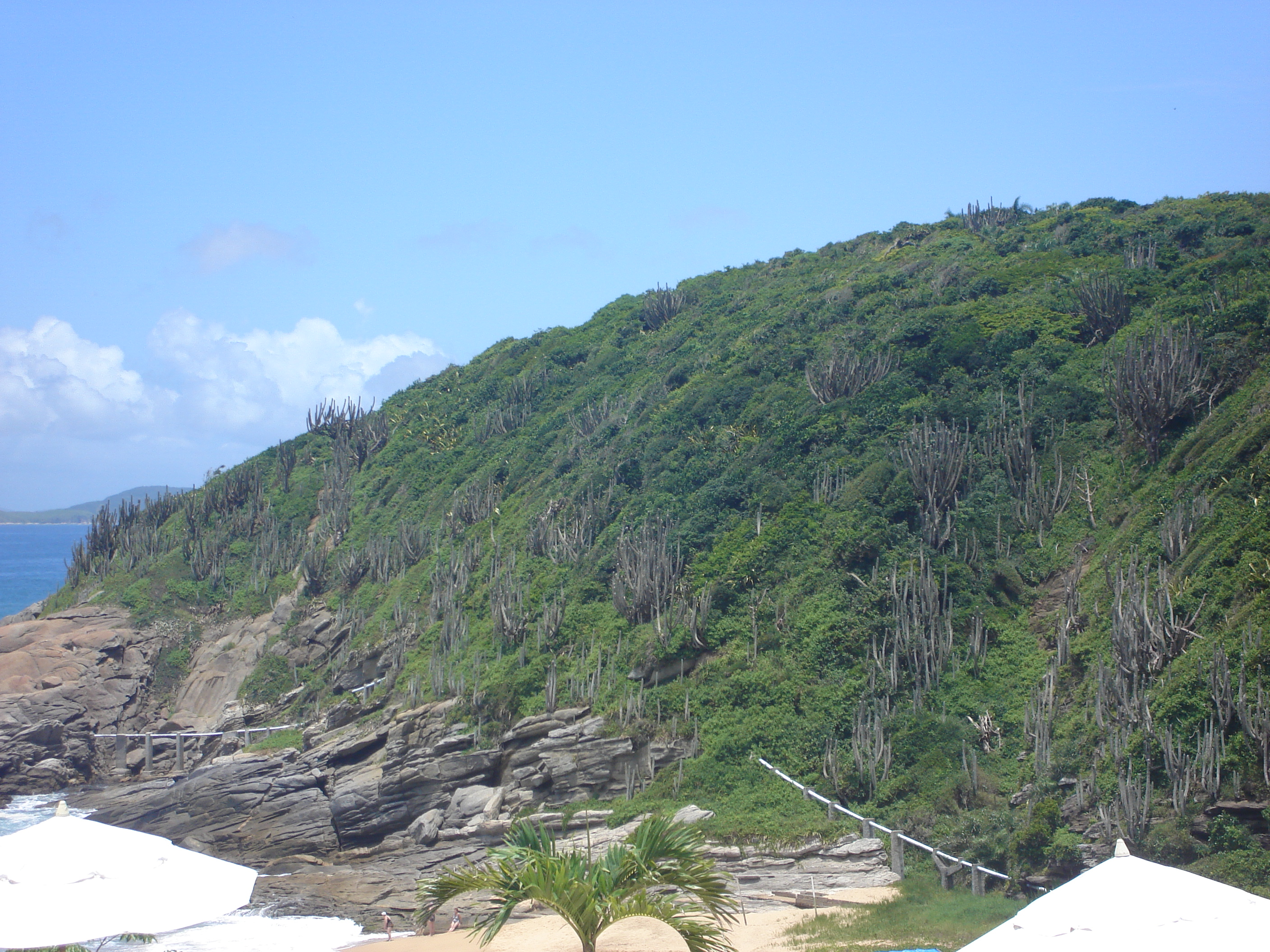
Praia de Caravelas, em Armação dos Búzios, onde pode-se observar a presença de cactáceas típicas da caatinga na rocha

A caatinga fluminense é um tipo de vegetação de clima semiárido que ocorre nos municípios de Arraial do Cabo, Armação dos Búzios, Cabo Frio, Iguaba Grande, São Pedro da Aldeia na Região dos Lagos no Rio de Janeiro. A paisagem apresenta cactos gigantes, arbustos retorcidos e pequenas flores. As árvores desenvolvem galhos retorcidos e entrelaçados para resistir ao clima seco. Classificada pelo IBGE como estepe arbórea aberta, é o único tipo de caatinga litorânea.

## Origem
Durante a última glaciação, um clima seco instalou-se nas áreas que hoje compõem o Brasil.
A vegetação que viria a ser chamada de caatinga desenvolveu-se desde o atual sertão nordestino até o litoral do sudeste brasileiro. Ao final da era glacial, o clima tornou-se mais úmido, mas a vegetação de caatinga permaneceu no semiárido nordestino e na região litorânea do estado do Rio de Janeiro, entre Araruama e Arraial do Cabo. Isto se deve à presença de cadeias de montanhas que constituem uma barreira orográfica, que impedem a chegada de nuvens carregadas.

## Clima
As regiões de ocorrência no litoral fluminense apresentam características climáticas e regime pluvial semelhantes à do Semiárido brasileiro. Isto se deve ao afastamento destas regiões da Serra do Mar, que concentra umidade e favorece a precipitação no litoral. Além disto, as correntes frias impedem a evaporação da água do mar, dificultando a formação de nuvens. A pluviosidade média anual é de cerca de 800 mm.

## Vegetação
O valor da vegetação foi reconhecido pela União Internacional para a Conservação da Natureza e dos Recursos Naturais (UICN) como Centro de Diversidade Vegetal, título conferido a locais com alto grau de biodiversidade endêmica no mundo.
Neste bioma ocorrem espécies endêmicas de bromélias, como as Bromeliaceae Tillandsia, gardneri var. rupicola, Tillandsia neglecta, Nidularium atalaiensis, Cryptanthus sinuosus e Cryptanthus maritimus, além de Cactaceaes,  como Pilosocereus ulei, Pilosocereus arrabidae, Cereus fernanbucensis e Austrocephalocereus fluminensis, além de  várias espécies de Euphorbiaceae. São mais de 20 espécies de orquídeas endêmicas. O cacto conhecido como cabeça branca (Pilosocereus ulei), que atinge sete metros de altura, é único no mundo.

## Ameaças ao bioma
O solo é pobre e tende à desertificação quando degradado.
Este bioma encontra-se sob ameaça devido à ocupação desordenada e a especulação imobiliária. Em Búzios, a caatinga fluminense presente nas praias de Geribá, João Fernandes e Ferradura está comprometida devido à ocupação por condomínios. Em outras áreas, a ocupação pela população local, sem preocupação com a preservação ameaça este ecossistema.